# Боярсков, Иван Павлович
Иван Павлович Боярсков (13 апреля 1921 — 26 сентября 2010) — передовик советского сельского хозяйства, бригадир механизированной бригады совхоза «Ждановский» Кстовского района Горьковской области, Герой Социалистического Труда (1966).

## Биография
Родился в 1921 году в селе Большое Мокрое, ныне Кстовского района Нижегородской области в русской семье крестьянина. После завершения обучения в Большемокринской начальной школе в 1935 году трудоустроился в колхоз имени XVII партийного съезда. В 1940 году призван в ряды Красную Армию. Участник Великой Отечественной войны в составе зенитного полка.
Демобилизовавшись, вернулся в родные места. Трудоустроился в Ройкинскую МТС трактористом, а позже возглавил бригаду. В марте 1955 года назначен бригадиром Кстовской МТС, а с 1958 года стал работать в колхозе «Заветы Ильича» в учхозе «Новинки». В 1958 году перешёл в колхоз имени Жданова на должность бригадира механизированной бригады. В 1965 году его бригада получила высокий урожай кормовых культур для животноводства — 32 тысячи тонн кормов.
За успехи, достигнутые в увеличении производства и заготовок пшеницы, ржи, гречихи риса, других зерновых и кормовых культур и высокопроизводительном использовании техники, Указом Президиума Верховного Совета СССР от 23 июня 1966 года Ивану Павловичу Боярскову было присвоено звание Героя Социалистического Труда с вручением ордена Ленина и золотой медали «Серп и Молот».
С апреля 1971 по 1981 годы возглавлял совхозный цех кормопроизводства, а затем кормодобывающую бригаду. Член КПСС с 1955 года, активный общественно-политический деятель Кстовского района. Являлся членом Кстовского горкома партии.
Умер 26 сентября 2010 года. Похоронен на кладбище села Большая Ельня Кстовского района Нижегородской области.

## Память
На здании правления совхоза «Ждановский» (Кстовский муниципальный округ, посёлок Ждановский), установлена мемориальная доска.

## Награды
За трудовые успехи удостоен:
- золотая звезда «Серп и Молот» (23.06.1966),
- орден Ленина (23.06.1966),
- Орден Октябрьской Революции (1975),
- Орден Отечественной войны II степени (11.03.1985);
- Медаль «За трудовую доблесть» (26.04.1963);
- Почётный гражданин Кстовского района (2003);
- другие медали.